# Campionato europeo maschile under 19 di pallavolo 2003
Il campionato europeo pre-juniores di pallavolo maschile 2003 si è svolto dal 12 al 17 aprile 2003 a Zagabria, in Croazia. Al torneo hanno partecipato 8 squadre nazionali europee e la vittoria finale è andata per la quarta volta, la terza consecutiva, alla Russia.

## Qualificazioni
Hanno partecipato al campionato europeo pre-juniores la nazionale del paese ospitante, la prima classificata al campionato europeo pre-juniores 2001 e sei squadre provenienti dai gironi di qualificazioni.

## Regolamento
Le squadre sono state divise in un due gironi, disputando un girone all'italiana: al termine della prima fase, le prime due classificate di ogni girone hanno acceduto alle semifinali per il primo posto, mentre le ultime due classificate di ogni girone hanno acceduto alle semifinali per il quinto posto.

## Gironi
| Girone A                           | Girone B                             |
| ---------------------------------- | ------------------------------------ |
| Italia Russia Rep. Ceca Slovacchia | Croazia Germania Paesi Bassi Polonia |

## Fase finale

### Finali 1º - 3º posto
|  | Semifinali | Semifinali | Semifinali |        |         | 1º/2º posto | 1º/2º posto | 1º/2º posto |  |
|  |            |            |            |        |         |             |             |             |  |
|  | Italia     | Italia     | 2          |        |         |             |             |             |  |
|  | Italia     | Italia     | 2          |        |         |             |             |             |  |
|  | Polonia    | Polonia    | 3          |        |         |             |             |             |  |
|  | Polonia    | Polonia    | 3          |        | Polonia | Polonia     | 0           |             |  |
|  |            |            |            |        | Polonia | Polonia     | 0           |             |  |
|  |            |            | Russia     | Russia | 3       |             |             |             |  |
|  | Russia     | Russia     | Russia     | Russia | 3       | 3           |             |             |  |
|  | Russia     | Russia     |            |        |         | 3           |             |             |  |
|  | Germania   | Germania   | 0          |        |         | 3º/4º posto | 3º/4º posto | 3º/4º posto |  |
|  | Germania   | Germania   | 0          |        |         |             |             |             |  |
|  |            |            |            |        |         |             |             |             |  |
|  |            |            |            |        |         | Italia      | Italia      | 3           |  |
|  |            |            |            |        |         | Italia      | Italia      | 3           |  |
|  |            |            |            |        |         | Germania    | Germania    | 0           |  |

### Finali 5º - 7º posto
|  | Semifinali  | Semifinali  | Semifinali |           |             | 5º/6º posto | 5º/6º posto | 5º/6º posto |  |
|  |             |             |            |           |             |             |             |             |  |
|  | Slovacchia  | Slovacchia  | 2          |           |             |             |             |             |  |
|  | Slovacchia  | Slovacchia  | 2          |           |             |             |             |             |  |
|  | Paesi Bassi | Paesi Bassi | 3          |           |             |             |             |             |  |
|  | Paesi Bassi | Paesi Bassi | 3          |           | Paesi Bassi | Paesi Bassi | 3           |             |  |
|  |             |             |            |           | Paesi Bassi | Paesi Bassi | 3           |             |  |
|  |             |             | Rep. Ceca  | Rep. Ceca | 2           |             |             |             |  |
|  | Rep. Ceca   | Rep. Ceca   | Rep. Ceca  | Rep. Ceca | 2           | 3           |             |             |  |
|  | Rep. Ceca   | Rep. Ceca   |            |           |             | 3           |             |             |  |
|  | Croazia     | Croazia     | 0          |           |             | 7º/8º posto | 7º/8º posto | 7º/8º posto |  |
|  | Croazia     | Croazia     | 0          |           |             |             |             |             |  |
|  |             |             |            |           |             |             |             |             |  |
|  |             |             |            |           |             | Slovacchia  | Slovacchia  | 3           |  |
|  |             |             |            |           |             | Slovacchia  | Slovacchia  | 3           |  |
|  |             |             |            |           |             | Croazia     | Croazia     | 0           |  |

## Classifica finale
| Classifica | Squadre     | Qualificazione                       |
| ---------- | ----------- | ------------------------------------ |
|            | Russia      | Campionato europeo pre-juniores 2005 |
|            | Polonia     |                                      |
|            | Italia      |                                      |
| 4          | Germania    |                                      |
| 5          | Paesi Bassi |                                      |
| 6          | Rep. Ceca   |                                      |
| 7          | Slovacchia  |                                      |
| 8          | Croazia     |                                      |